# Annawan, Illinois
Annawan là một thị trấn thuộc quận Henry, tiểu bang Illinois, Hoa Kỳ. Năm 2010, dân số của thị trấn chưa hợp nhất này là 878 người.

## Dân số
Dân số qua các năm:
- Năm 2000: 868 người.
- Năm 2010: 878 người.